# Pars pro toto
Pars pro toto (з лат., дослівно — Частина замість цілого, сутнісно — Частина, яка сприймається як ціле) — риторичний прийом, варіант синекдохи, який полягає в заміні назви предмету назвою його частини, напр. — власний куточок замість власний дім, дах над головою замість дім.

У класичній риториці цією назвою визначається техніка свідомого обману слухачів шляхом подання лише певної частини інформації (істини), при одночасному переконуванні (способом висловлювання, контекстом, i т.д.) їх, що це повна істина.

Pars pro toto є одним із загальновживаних інструментів в іконографії та орнаменталістиці, де завжди окрема ікона чи орнамент є лише символами, які презентують цілісний об'єкт з широким набором сутнісних характеристик. Зокрема, в епоху неоліту — період розквіту орнаментації — у візерунках на посуді
містився певний набір знаків та ідеограм конкретного племені, який відповідав образній картині світу, притаманній культурі цієї групи населення. 

В сучасній політичній географії та історії принцип Pars pro toto часто використовується для позначення географічних (не топонімічних) назв окремих країн чи територій. Як правило, таке застосування є дуже неточним, суперечливим, а часом і конфліктним, позаяк дуже часто воно звужує або розширює усталені геополітичні межі об'єктів.

## Приклади використанняPars pro totoв сучасній географії
- «Англія» замість Велика Британія чи Сполучене Королівство Великої Британії та Північної Ірландії
- «Антигуа» замість Антигуа і Барбуда
- «Балкани» замість Балканський півострів
- «Боснія» замість Боснія і Герцеговина
- «Голландія» замість Нідерланди
- «Сент-Вінсент» замість Сент-Вінсент і Гренадини
- «Санто-Домінго» замість Домініканська Республіка
- «Таїті» замість Французька Полінезія
- «Тринідад» замість Тринідад і Тобаго

## Приклади використанняPars pro totoв сучасній історії
- «Австрія» замість Австро-Угорщина чи Австрійська імперія
- «Богемія» замість Чехія
- «Месопотамія» замість Близький Схід
- «Литва» замість Велике князівство Литовське
- «Персія» замість Іран
- «Польща» замість Річ Посполита
- «Португалія» замість Португальська імперія (1815—1822)
- «Пруссія» замість Королівство Пруссія
- «Росія» замість СРСР
- «Сербія» замість Югославія (1992—2003) чи Сербія і Чорногорія (2003—2006)
- «Туреччина» замість Османська імперія

## Pars pro totoв сучасних назвах
- Hans Ulrich Obrist (редактор) — назва книги Susan Hefuna, Pars pro toto[4]
- PITCH & HOLD (музичний гурт) — назва музичного альбому Pars Pro Toto (2006) [5]
- Fundacja Cracovitalia (культуральний фонд) — назва проекту перекладів культурних цінностей Pars Pro Toto[6]
- Peyser Alfred (автор) — назва книги медичних абревіатур PARS PRO TOTO (1950)[7]
- Bigwigs (музичний гурт) — назва пісні Pars Pro Toto з музичного альбому «The National Heroes Of Sonic Parallel» (2007) [8]
- Рунчак Володимир (композитор) — назва твору Pars Pro Toto: «Квадромузика № 2» для 10 виконавців (fl, fg, tr, trn, p, perc (2), vn, vc, cb)[9]